# Zolotukha (Vladímir)
|  | Per a altres significats, vegeu «Zolotukha». |

Zolotukha (en rus: Золотуха) és un poble (un possiólok) de l'óblast de Vladímir, a Rússia, segons el cens del 2010 tenia 281 habitants. Pertany al districte municipal de Koltxúguino.